# Editto del Toisé
L'editto del Toisé (in francese édit du Toisé) fu un provvedimento d'imposizione di una tassa fondiaria, emanato il 27 gennaio 1644 dal Ministero delle Finanze di Parigi, per rimpinguare le casse della corona, prosciugate dallo sforzo militare della guerra dei trent'anni.
Il nome deriva dall'antica misura di lunghezza fondiaria, il toisé appunto (in italiano tesa), corrispondente circa a due metri, che avrebbe dovuto costituire l'unità di misura per il calcolo dell'imposta.
Insieme ad altri tentativi di prelievo fiscale, il provvedimento fu all'origine del malcontento popolare che porterà alla reazione del Parlamento di Parigi e alla cosiddetta Fronda parlamentare nel 1648. Il controllore generale delle finanze, Michel Particelli d'Émery, un lionese d'origine lucchese già consigliere di Richelieu —  facendo leva su una proibizione di costruire nel faubourg risalente al 1548 — aveva predisposto il calcolo preventivo delle superfici delle costruzioni del faubourg parigino: se i proprietari si fossero rifiutati di fornire i dati, sarebbero incorsi in pene severissime (demolizione del fabbricato o ammende elevate). 
L'imposta suscitò ampio malcontento, e il parlamento riuscì a ottenerne l'esenzione per i propri membri, per gli avvocati, i procuratori e i notai.
Vista la reazione, fu abbandonata l'anno successivo.